# منطقه امن نانجینگ
منطقه امن نانجینگ (به انگلیسی: Nanking Safety Zone) یک منطقه غیرنظامی برای غیرنظامیان چینی بود که در آستانه دستیابی به موفقیت ژاپنی‌ها در نبرد نانجینگ (۱۳ دسامبر ۱۹۳۷) ایجاد شد. به پیروی از برای مثال انجمن عیسی در شانگهای، خارجیان ساکن نانجینگ منطقه امن نانجینگ را ایجاد کردند که تحت مدیریت کمیته بین‌المللی منطقه امن نانجینگ به رهبری تاجر آلمانی و عضو حزب نازی یا حزب ناسیونال سوسیالیست کارگران آلمان، جان رابه اداره می‌شد. . این منطقه و فعالیتهای کمیته بین‌المللی مسئول پناه دادن و امنیت حدود ۲۵۰٬۰۰۰ غیرنظامی چینی در برابر قتل و خشونت هنگام کشتار نانجینگ بود.

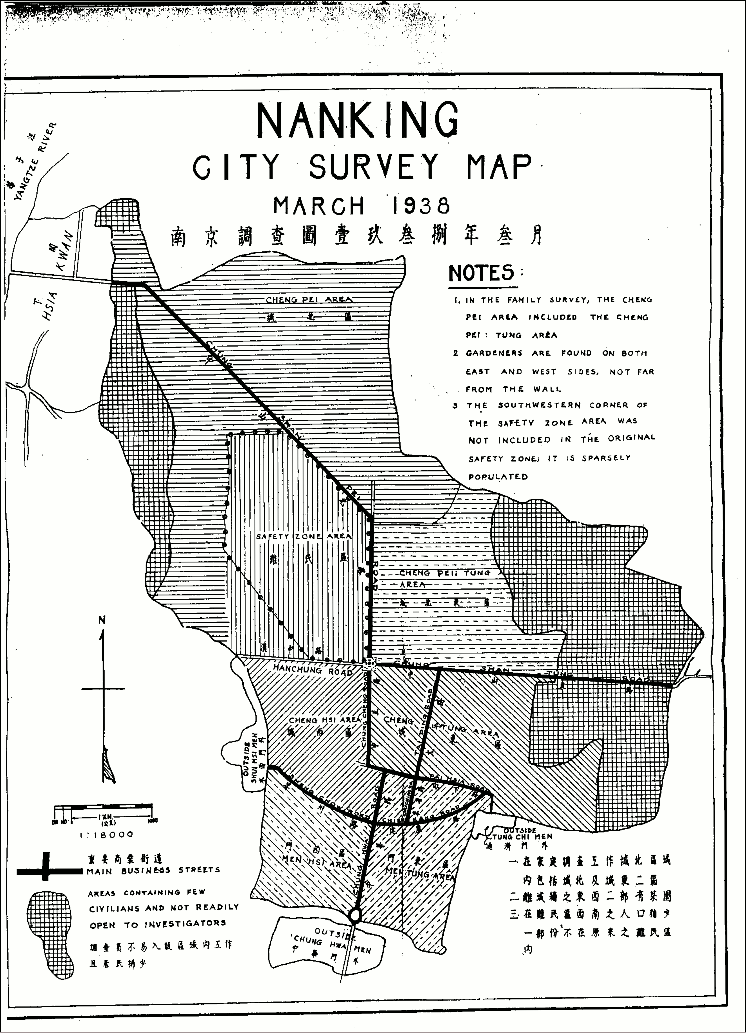
نمایی از نقشه شهر نانجینگ در سال ۱۹۳۸، منطقه امن در مجاورت جادهٔ شمالی قرار دارد.

## جنایاتی که ارتش امپراتوری ژاپن مرتکب شد
ژاپنی‌ها منطقه را تا حدی احترام گذاشتند. در طی هرج و مرج پس از حمله به شهر، عده ای در منطقه امن کشته شدند، اما قساوت‌ها در بقیه شهر به مراتب بیشتر بود.
سربازان ژاپنی در منطقه امن دست به جنایاتی زدند که بخشی از قتل‌عام نانجینگ بود. کمیته بین‌الملل بارها به ارتش ژاپن متوسل شد. جان رابه از اعتبارنامه خود به عنوان عضوی از حزب نازی (حزب ناسیونال سوسیالیست کارگران آلمان) استفاده کرد، اما نتیجه ای نداشت. هر از چندگاهی، ژاپنی‌ها با زور وارد منطقه امن می‌شدند، چند صد زن و مرد را با خود می‌بردند یا فقط آنها را اعدام می‌کردند یا تجاوز می‌کردند و سپس می‌کشتند. ارتش ژاپن ادعا می‌کرد که چریک‌ها در منطقه امن وجود دارند به این دلیل که هرکسی که لباس فرم نپوشد می‌تواند وارد شود.

## پایان
در اواخر ژانویه ۱۹۳۸، ارتش ژاپن همه پناهندگان در منطقه ایمنی را مجبور به بازگشت به خانه کرد و ادعا کرد که نظم را برقرار کرده‌است. در تاریخ ۱۸ فوریه ۱۹۳۸، کمیته بین‌المللی منطقه امن نانجینگ به زور به «کمیته نجات بین‌المللی نانجینگ» تغییر نام داد و منطقه ایمنی عملاً از کار افتاد. آخرین اردوگاه‌های پناهندگان در ماه مه سال ۱۹۳۸ بسته شد. جان رابه و کمیته بین‌المللی وی با وجود کشتار مداوم، ۲۰۰٬۰۰۰–۲۵۰٬۰۰۰ نفر را نجات دادند. پس از عزیمت جورج فیچ، هوبرت لافایت سونه به عنوان مدیر اداری کمیته بین‌المللی امداد نانجینگ انتخاب شد.